# 拉迪拉
拉迪拉（法語：Ladirat，法語發音：[ladiʁa]）是法国洛特省的一个市镇，属于菲雅克区。

## 地理
拉迪拉（44°48'53"N, 1°58'9"E）面积8.93 平方千米，位于法国奧克西塔尼大區洛特省，该省份为法国西南部内陆省份，北起顺时针与科雷兹省、康塔爾省、阿韦龙省、塔恩-加龙省、洛特-加龍省和多尔多涅省接壤。
与拉迪拉接壤的市镇（或旧市镇、城区）包括：戈尔斯、拉图耶-朗蒂亚克、莫利耶尔、圣保罗德韦恩、泰鲁。

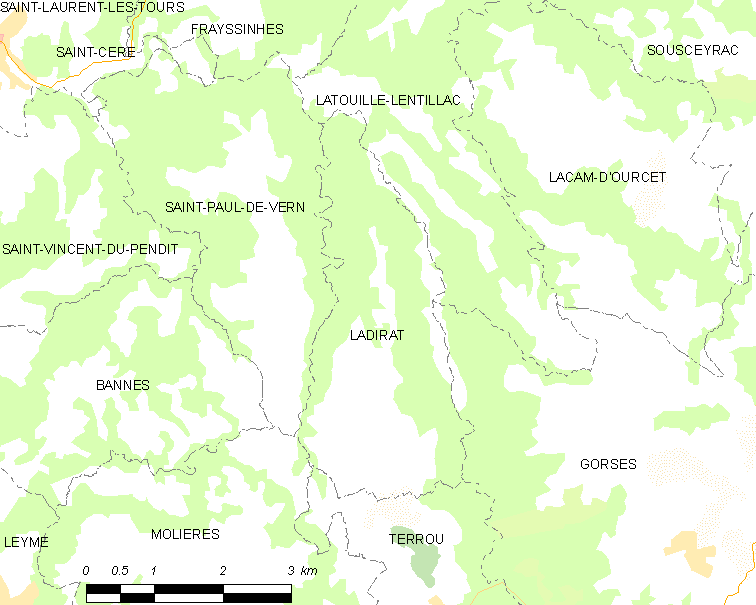
拉迪拉的OSM定位图

拉迪拉的时区为UTC+01:00、UTC+02:00（夏令时）。

## 行政
拉迪拉的邮政编码为46400，INSEE市镇编码为46146。

## 政治
拉迪拉所属的省级选区为圣塞雷县。

## 人口

1962-2008年间拉迪拉人口变化图示

拉迪拉于2022年1月1日时的人口数量为89人。